# Малый Нарын (река)
Малый Нарын (кирг. Кичи Нарын) — река в Кыргызстане, приток Нарына.
Начинается с ледников на северной стороне хребта Джетимбель. Длина — 144 км, площадь бассейна 3870 км². Первоначально течёт на запад под названием Бурхан, а после впадения реки Учемчек он носит название Балгарт, который сливаясь с Джиланачом образует Малый Нарын. Река протекает через узкое и глубокое ущелье и поворачивает на юг, пересекая хребты Нура и Жетим. Много порогов. После выхода с ущелья Малый Нарын сливается с Большим Нарыном, образуя в долине Эки-Нарын реку Нарын.
Среднегодовой расход 43 м³/с. Максимальный расход составляет 205 м³/с (июль), а минимальный — 4,33 м³/с (февраль). В бассейне около 20 озёр.
Крупные притоки:
Правые: Сары-Кюнгей, Карасаз, Карагоман, Джилусу;
Левые: Джиналач, Арчалы, Айкёль, Джаманэчки.